# Número hexagonal
Um número hexagonal é um número poligonal que pode ser representado na forma de um hexágono.
A fórmula para um número hexagonal n é:
{\displaystyle h_{n}=2n^{2}-n=n(2n-1)={{2n}\times {(2n-1)} \over 2}.\,\!}
Os primeros 20 números hexagonais são:
1, 6, 15, 28, 45, 66, 91, 120, 153, 190, 231, 276, 325, 378, 435, 496, 561, 630, 703, 780.
Todos os números hexagonais são um número triangular, mas só os números triangulares de ordem ímpar (o 1º, 3º, 5º, 7º, etc.) são também hexagonais.
Como acontece com os números triangulares, a raíz númerica em base 10 de um número hexagonal só pode ser 1, 3, 6, ou 9 (raíz numérica é a soma sucessiva dos algarismos até que reste apenas um algarismo. Ex: 496 -> 4+9+6 = 19 -> 1+9 = 10 -> 1+0 = 1, portanto 1 é a raíz numérica de 496).

## Teste para números hexagonais
{\displaystyle n={\frac {{\sqrt {8x+1}}+1}{4}}.}
Se n é um inteiro, então x é o número hexagonal n. Se n não é um inteiro, então x não é hexagonal.

## Outras propriedades
O número hexagonal n também pode ser expresso através do seguinte somatório.
{\displaystyle h_{n}=\sum _{i=0}^{n}{4i+1}}